# Czarkowy
Czarkowy is een plaats in het Poolse district  Buski, woiwodschap Święty Krzyż. De plaats maakt deel uit van de gemeente Nowy Korczyn en telt 433 inwoners.